# Psephellus poluninii
Psephellus poluninii là một loài thực vật có hoa trong họ Cúc. Loài này được (Wagenitz) Wagenitz mô tả khoa học đầu tiên năm 2000.